# Le Jeu de la vérité (film, 1961)
Pour les articles homonymes, voir Le Jeu de la vérité.
Pour plus de détails, voir Fiche technique et Distribution.
Le Jeu de la vérité est un film policier français réalisé par Robert Hossein et sorti en 1961.

## Synopsis
Lors d'une réception organisée par le romancier Verate (Jean Servais), un maître-chanteur est assassiné. Les différents convives enquêtent et se découvrent de bonnes raisons de l'avoir tué.

## Fiche technique
- Titre : Le Jeu de la vérité
- Réalisation : Robert Hossein assisté de Tony Aboyantz
- Scénario :  Robert Chazal, Robert Hossein, Louis Martin, Steve Passeur et Jean Serge
- Dialogues Steve Passeur
- Photographie : Christian Matras
- Musique : André Hossein
- Décors : Jean André
- Montage : Gilbert Natot
- Son : Guy Chichignoud
- Format : tourné en Franscope - Noir et blanc
- Sociétés de production : Cocinor - Les Films Marceau - Lyrica
- Producteurs : Francis Lopez, Edmond Tenoudji
- Pays de production :  France
- Durée : 80 minutes
- Dates de sortie : 
  - France : 26 novembre 1961
- Affiche : Jouineau Bourduge (France)

## Distribution
- Robert Hossein : l'inspecteur de police
- Françoise Prévost : Guylaine de Fleury
- Paul Meurisse : Portrant
- Jean Servais : Jean-François Vérate, un romancier, l'hôte de la réception
- Nadia Gray : Solange Vérate
- Perrette Pradier : Florence Geder
- Jeanne Valérie : Françoise Bribant
- Daliah Lavi : Gisèle Falaise
- Georges Rivière : Bertrand Falaise
- Jean-Louis Trintignant : Guy de Fleury
- Jacques Dacqmine : Guillaume Geder
- Marc Cassot : Étienne Bribant
- Tiny Yong : l'eurasienne